# Libra fiyiana
La libra fue la unidad monetaria de Fiyi desde 1873 hasta 1969. Se subdividía en 20 chelines y cada chelín en 12 peniques. Fue sustituida en 1969 por el dólar fiyiano a razón de 1 libra = 2 dólares.

## Historia
Desde sus primeros días como colonia del Reino Unido, las monedas británicas circularon en el territorio fiyiano junto con papel moneda emitido en las islas. Durante la gran depresión de la década de 1930, los bancos de Nueva Zelanda y Australia devaluaron sus monedas con el fin de impulsar las exportaciones al Reino Unido. Estos bancos también controlaban la tasa de cambio de la moneda de Fiyi, y en 1933 devaluaron la libra a una tasa de 1,11 FJP = 1 libra esterlina con el fin de ponerla en consonancia con la devaluada libra neozelandesa, a pesar de que la moneda de Nueva Zelanda volvería a devaluarse para ajustarse a la paridad con la también devaluada libra australiana. En 1934, como resultado de la ruptura de la paridad con la libra esterlina, Fiyi comenzó a emitir sus propias monedas. Cuando la libra esterlina se devaluó el 20 de noviembre de 1967, el gobierno fiyiano aplicó la misma medida con su divisa. Sin embargo, durante la próxima semana, se consideró los efectos adversos que esta devaluación tendría sobre las importaciones a Fiyi, manteniendo un ojo en cómo Australia y Nueva Zelanda reaccionarían en esta situación. El 28 de noviembre de 1967, el gobierno de Fiyi optó por revalorizar parcialmente su libra, quedando la tasa de cambio 104 libras con diez chelines fiyianos = 100 libras esterlinas. En 1969, la libra de Fiyi fue reemplazada por el dólar fiyiano a razón de 1 libra = 2 dólares. Tanto la nueva moneda fiyiana, como las nuevas divisas  de Australia y de de Nueva Zelanda poseían prácticamente paridad.

## Billetes
En 1871 se imprimieron billetes de 1 libra en Levuka, en la isla de Ovalau. Dos años después se agregaron billetes de 5, 10 chelines, 1 y 5 libras, emitidos por el Fiji Banking and Commercial Company. El Banco de Nueva Zelanda introdujo billetes de 1, 5, 10 y 20 libras en 1876 a los que luego se les agregó el de 10 chelines en 1918. Previamente, en 1901, el Banco de Nueva Gales del Sur, había impreso billetes valuados en 1 libra.
Durante 1917, como una medida de emergencia en tiempos de la Primera Guerra Mundial, el gobierno introdujo papel moneda valuado en 1 libra, a los que posteriormente le siguieron billetes de 5 y 10 chelines en 1920, 10 libras en 1925, 5 libras en 1926 y 20 libras en 1934. También se imprimieron billetes de emergencia durante la Segunda Guerra Mundial de 1 penique, 1 y 2 chelines.

## Monedas
En 1934 fueron puestas en vigencia monedas de 1⁄2, 1, 6 peniques, 1 chelín y 1 florín (2 chelines). Es notoria la ausencia de una moneda con el valor de 3 peniques, denominación existente en todas las divisas de las colonias británicas y en el Reino Unido. Las piezas fiyianas de 6 peniques, 1 chelín y 1 florín, acuñadas en plata 0.500, poseían exactamente las mismas dimensiones y materiales que las denominaciones antes mencionadas que circulaban en Reino Unido. Las monedas de 1⁄2 y 1 penique eran de cuproníquel y contaban con una perforación central. En los años 1942 y 1943 fueron acuñadas en la emisora de San Francisco, la cual reemplazó el cuproníquel por latón en las monedas 1⁄2 y 1 penique y aumentó la pureza de la plata (de 0.500 a 0.900) en las monedas de mayor denominación. En 1947 se introdujo la moneda de 3 peniques, acuñada en níquel-latón y con formato de dodecaedro. Las monedas de 6 peniques, 1 chelín y 1 florín (2 chelines) comenzaron a acuñarse en cuproníquel a partir del año 1953.